# 1530 Rantaseppa
1530 Rantaseppa је астероид главног астероидног појаса чија средња удаљеност од Сунца износи 2,248 астрономских јединица (АЈ).
Апсолутна магнитуда астероида је 13,1.